# Sophie Charlotte (Schauspielerin)

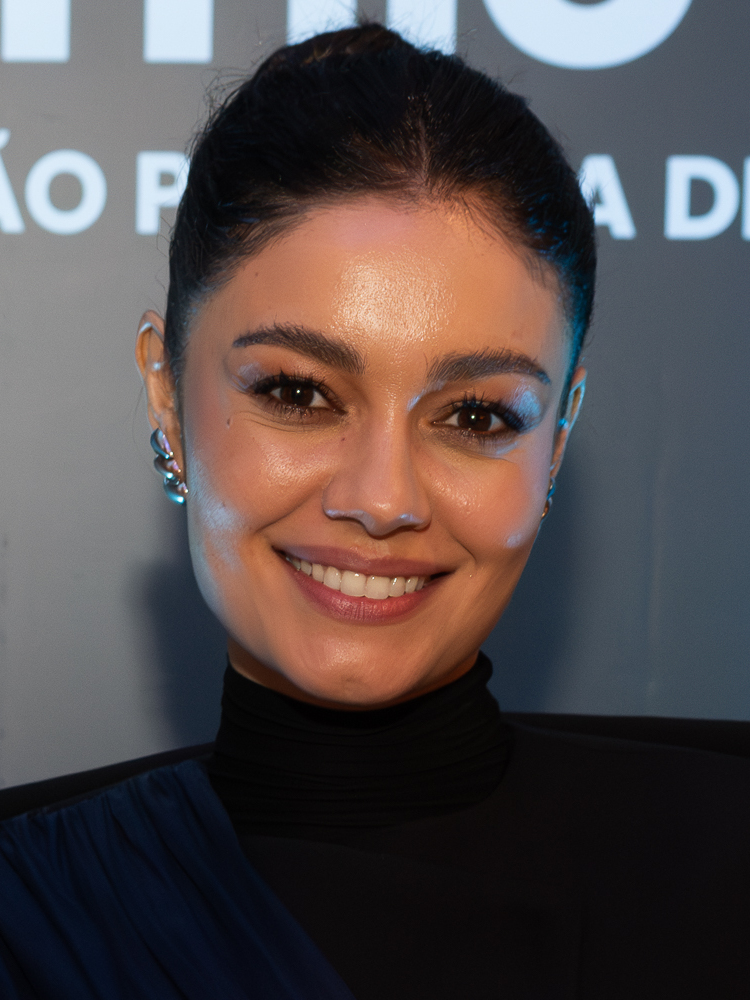
Sophie Charlotte (2024)

Sophie Charlotte Wolf Silva (anhörenⓘ; * 29. April 1989 in Hamburg) ist eine deutsch-brasilianische Schauspielerin.

## Leben
Sophie wurde als Tochter einer Deutschen und eines Brasilianers aus Pará geboren. Als sie sieben Jahre alt war, wanderten ihre Eltern mit ihr nach Brasilien aus. Mit 19 Jahren verließ sie ihr Elternhaus in Niterói im Bundesstaat Rio de Janeiro und lebte mit ihrer Freundin Caroline Figueiredo in Rio de Janeiro.

## Karriere
In der Telenovela Caras & Bocas von Walcyr Carrasco spielte sie die Vanessa. In der Seifenoper Ti Ti Ti spielte sie die Antagonistin. 2011 spielt sie die Maria Amália, die Tochter der Protagonistin und Schwester ihres damaligen Freundes Malvino Salvador, in der Telenovela Fina Estampa. 2012 spielte sie in As Brasileiras. 2013 stellte sie die Gegenspielerin Amora in Sangue Bom dar. 2014 war sie Ritinha in Doce de Mãe und Duda in O Rebu. 2015 war sie dann die Alice in Babilônia.

## Privatleben
Ab Mai 2014 traf sie sich mit Daniel Oliveira. Am 6. Dezember 2015 heirateten sie in Niterói. Sie haben einen Sohn.

## Filmographie (Auswahl)

### Fernsehen
- 2004: Malhação 2004
- 2005: Malhação 2005
- 2006: Páginas da Vida
- 2006: Sítio do Picapau Amarelo
- 2008: Malhação 2008 (Hauptrolle)
- 2009: Caras & Bocas
- 2010: Ti Ti Ti
- 2011: Fina Estampa
- 2012: As Brasileiras (Folge: A Sambista da BR-116)
- 2013: Sangue Bom (Hauptrolle)
- 2014: O Rebu (Hauptrolle)
- 2014: Doce de Mãe
- 2015: Babilônia (Hauptrolle)
- 2017: Os Dias Eram Assim (Hauptrolle)

### Kino
- 2013: Serra Pelada
- 2016: Reza a Lenda
- 2016: Barata Ribeiro, 716
- 2016: Tamo Junto
- 2023: Der Killer (The Killer)

### Theater
| Jahr | Stück                                |
| ---- | ------------------------------------ |
| 2009 | Confissões de Adolescente            |
| 2008 | Apocalipse segundo Domingos Oliveira |

## Auszeichnungen
Sophie Charlotte war für die Rolle Angelina in Malhação für den Contigo Award als Beste Newcomerin nominiert.